# Vejby (plaats)
Vejby is een plaats in de Deense regio Hovedstaden, gemeente Gribskov, en telt 1085 inwoners (2007).